# Mastos
Mastos er en antik græsk vasetype. Den er formet som en fladbundet dyb bolle med to vandrette hanke, og siges at være inspireret af formet på et kvindebryst.